# Paola Rinaldi
Paola Rinaldi (Roma, 2 dicembre 1959) è un'attrice italiana.

## Biografia
Debutta giovanissima in TV. Nel 1979 è al fianco di Gianni Boncompagni nella trasmissione Discoring. Si dichiara fin dall'inizio come aspirante attrice e dopo aver studiato scenografia ed essersi diplomata presso il laboratorio di Gigi Proietti, comincia la sua carriera come attrice di teatro. È protagonista nell'Amleto di Gabriele Lavia, ove veste i panni di Ofelia. Ricopre numerosi altri ruoli nelle compagnie di Parenti, Carraro, Sbragia, Cecchi e altri ancora.
Mentre calca le scene partecipa anche a diversi film, con ruoli di spicco: nel 1982 è tra l'altro la perfida Simona in Cicciabomba di Umberto Lenzi, al fianco di Donatella Rettore, Paola Borboni e Anita Ekberg, ed è la fidanzata di Carlo Verdone nel film In viaggio con papà, di Alberto Sordi. Successivamente, nel 1988, è l'ambigua e pericolosa Genevieve protagonista de Il nido del ragno di Gianfranco Giagni, un horror italiano girato a Budapest e distribuito in tutto il mondo. Nell'aprile 1989 interpreta la trapezista Rosa che è al centro del video degli U2 All I Want Is You, girato da Meiert Avis sul litorale laziale: si tratta di uno dei video più amati dai fan del gruppo irlandese, sulla cui interpretazione si discute ancora oggi.
Dal 1997 al 2001 fa parte del cast della soap opera Un posto al sole, interpretando il ruolo della finta perfida Sonia Campo, la "cattiva" in continua lotta con il partner Alberto Palladini per il possesso del figlio. Da questa sua esperienza trae il libro Memorie di una soap-operaia (2002), in cui racconta i retroscena della vita quotidiana nel centro produzione Rai di Napoli durante la realizzazione della prima soap-opera italiana. Non è che la più nota delle sue varie partecipazioni a produzioni di fiction televisive come I ragazzi del muretto, La Certosa di Parma (1982), La vita di Bellini e molte altre. Nel 2005 entra a far parte del cast della miniserie Ho sposato un calciatore. Nel 2016 esordisce nella narrativa con il giallo Sani da Morire (Sperling & Kupfer). Nella sua attività artistica è anche doppiatrice nonché attrice radiofonica.

### Vita privata
È madre dell'attore Guglielmo Poggi, nato dalla sua lunga relazione con Pierfrancesco Poggi.

## Filmografia

### Cinema
- Maschio, femmina, fiore, frutto, di Ruggero Miti (1979)
- La vera storia della signora delle camelie, di Mauro Bolognini (1980) (non accreditata)
- Cicciabomba, di Umberto Lenzi (1982)
- In viaggio con papà, di Alberto Sordi (1982)
- Il nido del ragno, di Gianfranco Giagni (1988)
- Gli invisibili, di Pasquale Squitieri (1988)
- Emilia Galotti, cortometraggio (2008)
- Il nostro ultimo, di Ludovico Di Martino (2015)
- Certe brutte compagnie, di Guglielmo Poggi (2017)

### Televisione
- Delitto in piazza (1980)
- La Certosa di Parma (1982)
- Epistolari celebri: Vincenzo Bellini (1983)
- Quando arriva il giudice, episodio Morto per morto (1986)
- Modigliani, di Franco Brogi Taviani (1989)
- Un posto al sole, soap opera (1997-2001) - Sonia Campo
- I ragazzi del muretto, episodio Gli amici di Mitzi (1991)
- Ho sposato un calciatore, di Stefano Sollima; ruolo: Elena Falascone (2005)

### Cortometraggi
- Emilia Galotti, regia di Alessandro Berdini (2008)
- La madre, regia di Alessandro Berdini (2012)
- Manovra 78, regia di Davide Pagliaro (2018)

## Teatro
- Nella mia borsa non c'è campo, di Paolo Fallai (2009)
- La madre, di Paolo Fallai (2012)
- Sei personaggi in cerca d'autore, di Luigi Pirandello (2012)
- La scadenza di Guglielmo Poggi, regia di Guglielmo Poggi (2017), (premio come migliore attrice allo Short Lab festival 2017)[1]

## Videoclip
- All I Want Is You – U2 (1989)

## Libri
- Memorie di una soap-operaia, ed. Backstage Novecento, Roma (2002)
- 101 modi per non buttare via nulla, ed. Newton Compton, Roma (2012)
- Il mistero Zefferina con Carlo Rinaldi, ed. Kion Editrice, Terni (2014)
- Sani da morire, ed. Sperling & Kupfer, Milano (2016)